# Canarium latistipulatum
Canarium latistipulatum là một loài thực vật có hoa trong họ Burseraceae. Loài này được Ridl. mô tả khoa học đầu tiên năm 1930.